# Calvin (Ontario)
Pour les articles homonymes, voir Calvin.
Calvin est un canton canadien situé dans la province de l'Ontario. Il est habité par une importante population franco-ontarienne.

## Géographie
Le canton de Calvin est situé dans le district de Nipissing, à l'Est du lac Nipissing, au Sud-Est de North Bay et à une dizaine de kilomètres à l'Ouest de Mattawa et du Québec. Le canton est traversé par la rivière Mattawa et la rivière Amable du Fond qui s'écoule à travers les gorges Eau-Claire.
Le canton regroupe les villes d'Eau-Claire et d'Eau-Claire Station.  
Le parc provincial Samuel de Champlain s'étend en partie sur le canton de Calvin. Le parc provincial Algonquin est situé au Sud.

## Démographie
Les Franco-ontariens constituent environ le quart de la population. 
| 2001 | 2006 | 2011 | 2016 |
| ---- | ---- | ---- | ---- |
| 603  | 608  | 568  | 516  |

## Liens externes

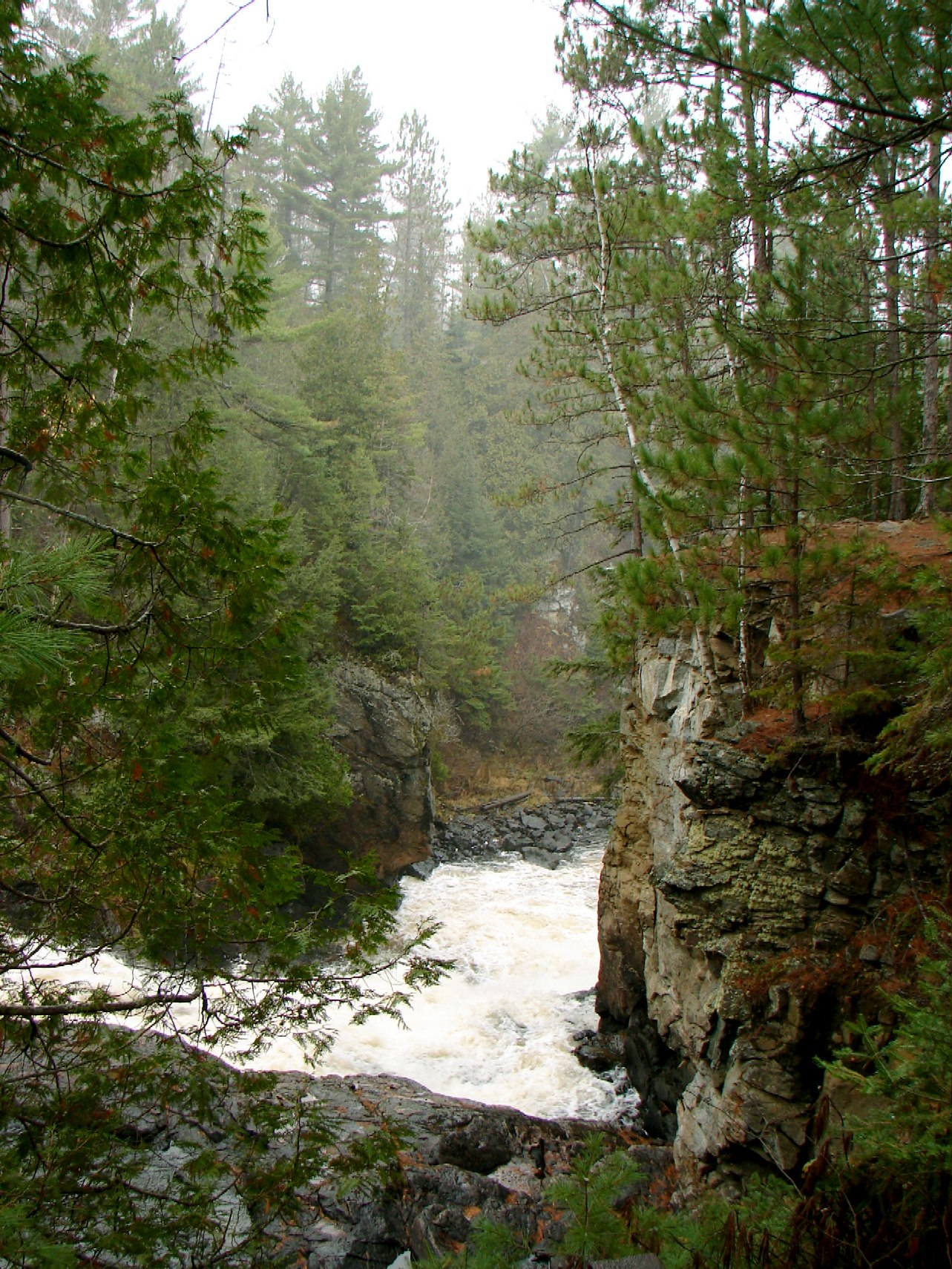
La rivière Amable du Fond dans les gorges Eau-Claire.